# Campeonato Europeo de Remo de 1897
El V Campeonato Europeo de Remo se celebró en Pallanza (Italia) en 1897 bajo la organización de la Federación Internacional de Sociedades de Remo (FISA).
En total se disputaron cuatro pruebas diferentes, todas ellas en la categoría masculina.

## Resultados

### Masculino
| Evento                 | Oro | Plata | Bronce |
| ---------------------- | --- | --- | --- |
| Scull individual M1X   | Joseph Deleplanque · Bélgica | Fiorenzo Pagliano Italia | — |
| Dos con timonel M2+    | Edouard Lescrauwaet · Eugène Govaerts · NC (t) · Bélgica | Carlos Deltour Antoine Védrenne Dubordieu (t) Francia                                                                                         | Cino Ceni Giuseppe Belli G. Pucci (t) Italia                                                                  |
| Cuatro con timonel M4+ | François Goossens · François Jansen · Léopold De Bloe · Georges Boisson · NC (t) · Bélgica                                                                   | Ezio Carlesi Silvio Slettini Ettore Sebastiani Alberto Bertolani Pinolo (t) Italia                                                            | Laurent Guillon Merat J. Lelarge NC (t) Francia                                                               |
| Ocho con timonel M8+   | Edouard Lescrauwaet · Eugène Govaerts · Adolphe Lippens · Maurice Hemelsoet · Charles Malis · Van Weddingen · Arthur De Meyer · Louis Lys · NC (t) · Bélgica | Ernesto Vettori Italo Ponis Cino Ceni Alberto Grazzini Ottorino Castagnoli Giorgio Bensa Giuseppe Belli Cesare Galardelli G. Pucci (t) Italia | Deguine Maurice Carton Émile Lejeune Gadebled Maurice Henon Van Heeckoet Henon P. van Heeckoet NC (t) Francia |

## Medallero
| Núm. | País    | Oro | Plata | Bronce | Total |
| ---- | ------- | --- | ----- | ------ | ----- |
| 1    | Bélgica | 4   | 0     | 0      | 4     |
| 2    | Italia  | 0   | 3     | 1      | 4     |
| 3    | Francia | 0   | 1     | 2      | 3     |
|      | TOTAL   | 4   | 4     | 3      | 11    |